# Загальні вибори в Боснії і Герцеговині 2022

Переможці парламентських виборів по общинах

Загальні вибори пройшли в Боснії і Герцеговині 2 жовтня 2022 року. Вони визначили склад президії Боснії і Герцеговини, а також склад національних парламентів, парламентів суб'єктів і кантонів. Того ж дня відбулися вибори до Національних зборів Республіки Сербської та Федерації Боснії і Герцеговини.

## Виборча система
Члени Президентства Боснії і Герцеговини обираються на чотирирічний термін. Одночасно обираються представники від сербів, боснійців, хорватів.
До парламенту Боснії і Герцеговини обираються 42 члени (28 від Федерації Боснії і Герцеговини і 14 від Республіки Сербської).

## Кандидати в президенти

#### Вибори президента від боснійців
- Бакір Ізетбегович
- Мірсад Гаджікадич
- Денис Бечирович (Лідер)

#### Вибори президента від хорватів
- Желько Комшич (Лідер)
- Боряна Кришто

#### Вибори президента від сербів

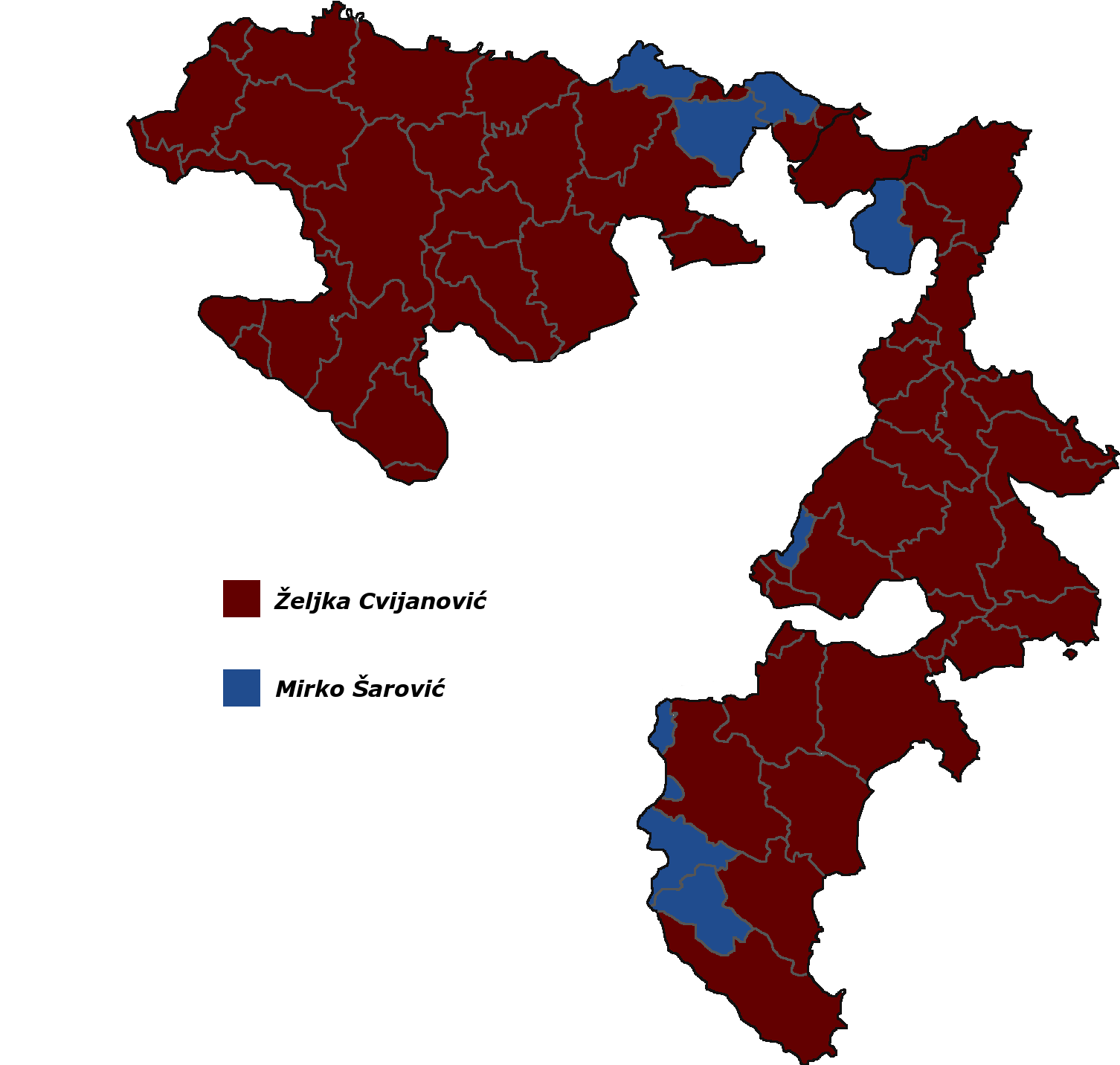
Результати виборів члена президії Боснії і Герцеговини від боснійських сербів по общинах Республіки Сербської (2022)

- Желька Цвиянович (Лідер)
- Ненад Нешич
- Воїн Міятович
- Мірко Шарович
- Борислав Бієліч

## Результат
| Партія                                               | Кількість голосів | Число місць |
| ---------------------------------------------------- | ----------------- | ----------- |
| Альянс незалежних соціал-демократів                  | 223107            | 9           |
| Партія демократичної дії                             | 185299            | 6           |
| Хорватський демократичний союз Боснії та Герцеговини | 118040            | 4           |
| Сербська демократична партія                         | 97210             | 5           |
| Соціал-демократична партія Боснії і Герцеговини      | 97111             | 2           |
| Демократичний фронт                                  | 73409             | 2           |
| Партія демократичного прогресу                       | 61235             | 3           |
| Народ і справедливість                               | 60278             | 3           |
| Наша партія                                          | 35901             | 3           |
| Народний союз-нові покоління                         | 34917             | 1           |
| За порядок і справедливість                          | 27938             | 1           |
| Демократичний союз                                   | 26951             | 1           |
| ХДС                                                  | 19752             |             |
| Єдина Сербія                                         | 21162             | 1           |
| Партія Боснії та Герцеговини                         | 20089             |             |
| Соціалістична партія                                 | 19572             |             |
| Демократичний народний альянс                        | 18468             |             |
| За краще майбутнє                                    | 18484             |             |
| Платформа прогресу-незалежний блок                   | 16339             |             |
| Боснійська партія                                    | 13037             |             |
| Рух демократичної дії                                | 12653             |             |
| Боснійсько-Герцеговинська ініціатива                 |                   | 1           |
| Інший                                                | 37785             |             |
| Всього голосів                                       | 1238737           |             |
| Всього виборців                                      | 3371487           |             |